# Lovro Majer
Lovro Majer (Zagreb, 17. siječnja 1998.) hrvatski je nogometaš koji igra na poziciji napadačkog veznog. Trenutačno igra za Wolfsburg.

## Klupska karijera

### Rana karijera
Svoju nogometnu karijeru započeo je u zagrebačkom Dinamu iz kojeg 2010. prelazi u redove Dubrave. Dvije godine kasnije prešao je u Trnje u kojem je ostao do 2013. kada prelazi u Lokomotivu Zagreb.

### Lokomotiva Zagreb
Za Lokomotivu Zagreb debitirao je 30. lipnja 2016. u utakmici prvog kvalifikacijskog kola UEFA Europske lige 2016./17. protiv andoraske Santa Colome koju je Lokomotiva dobila 1:3. U 1. HNL debitirao je 17. srpnja kada je Dinamo pobijedio Lokomotivu 3:1. Svoj prvi gol i dvije asistencije za Lokomotivu postigao je 11. rujna u ligaškoj utakmici u kojoj je Slaven Belupo poražen 2:3. Devet dana kasnije Majer je ostvario svoj debi u Hrvatskom nogometnom kupu i to protiv Krka koji je izgubio utakmicu rezultatom 1:2. Svoj prvi gol u tom natjecanju postigao je 26. listopada kada je Vinogradar iz Lokošinog Dola poražen 1:2. Postigao je dva gola protiv Istre 1961 4. kolovoza 2017. Tada je Istra 1961 poražena rezultatom 1:2. Dana 10. veljače 2018. Majer je postigao dva gola protiv Dinama koji je pobijeđen 1:4. Tom pobjedom Lokomotiva je prvi put u povijesti ostvarila pobjedu nad Dinamom i to nakon 28 poraza i 1 remija. Dana 8. lipnja 2018. Majera je Hrvatski nogometni savez nagradio nagradom za najboljeg hrvatskog nogometaša do 21 godine. Dok je bio igrač Lokomotive, privukao je interes Newcastle Uniteda i Sampdorije.

### Dinamo Zagreb
Dana 27. lipnja 2018. Majer je službeno prešao u redove zagrebačkog Dinama. Odabrao je dres s brojem 10. Iznos tog transfera iznosio je 2,5 milijuna eura. Majer je ozlijedio gležanj na svojoj debitantskoj utakmici za Dinamo Zagreb odigranoj 27. srpnja u ligi protiv Rudeša s kojim je Dinamo igrao 1:1. Zbog operacije gležnja propustio je prvu polovicu sezone.
Dok je Nenad Bjelica bio trener Dinama, Majer nije dobivao puno prilika, prvenstveno zbog forme Danija Olma, klupskog suigrača koji je igrao na istoj poziciji. Prvi gol u dresu Dinama ostvario je 7. travnja 2019. u utakmici 1. HNL protiv Rudeša koja je završila 0:2. Svoj jedini nastup za Dinamo Zagreb II ostvario je 14. travnja protiv Varaždina od kojeg je druga momčad Dinama izgubila 1:2. U utakmici Hrvatskog nogometnog superkupa 2019. odigrane 13. srpnja 2019. protiv Rijeke koju je Dinamo dobio s minimalnih 1:0, Majer je zamijenio Izeta Hajrovića u 82. minuti te je tijekom idućih tri minuta dobio dva žuta kartona. U UEFA Ligi prvaka debitirao je 11. studenog kada je Dinamo izgubio od Manchester Cityja 1:4. Nezadovoljan svojim statusom u momčadi, Majer je u srpnju 2020. bio na pragu potpisa za Birmingham City, no na kraju je ostao u Dinamu nakon razgovora sa Zoranom Mamićem. Nakon što su Nenad Bjelica i njegov nasljednik Igor Jovićević prestali biti treneri Dinama, Majer je počeo dobivati više prilika pod novim trenerom Zoranom Mamićem. U utakmici zadnjeg kola 1. HNL 2019./20. odigrane 24. srpnja 2020. protiv Varaždina, Majer je zabio prvi gol na utakmici te je asistirao Mariju Ćuži za drugi gol. Tada je Dinamo dobio Varaždin 2:0.
Prije početka sezone 2020./21. Osijek je pokušao dovesti Majera, no bezuspješno jer ga je Dinamo odbio prodati. Dana 16. kolovoza 2020. Majer je dvaput bio strijelac i jednom asistent u ligaškoj utakmici protiv Lokomotive Zagreb koja je izgubila susret 6:0. U UEFA Europskoj ligi debitirao je 22. listopada u utakmici bez golova protiv Feyenoorda. Na toj utakmici pratili su ga skauti Milana. Svoj prvi gol u tom natjecanju postigao je 26. studenog protiv Wolfsbergera koji je poražen 0:3. Dana 21. prosinca potpisao je ugovor koji ga veže s Dinamom sve do 2026. Majer je tijekom zimskog prijelaznog roka privukao pažnju Zenita, Fiorentine i Marseillea, no Dinamo je odbio sve njihove ponude jer je bio nezdavoljan njihovim iznosima. Dana 14. ožujka 2021. Majer je postigao tri asistencije u ligaškom susretu protiv Varaždina koji je završio 0:5. Postigao je dva gola i jednu asistenciju u ligaškoj utakmici odigranoj 23. srpnja protiv Hrvatskog dragovoljca koji je izgubio 0:4 od Dinama. Svoj zadnji, ujedno i stoti nastup za Dinamo, ostvario je 25. kolovoza u uzvratnoj utakmici doigravanja za plasman u UEFA Lige prvaka 2021./22. protiv Sheriff Tiraspola koja je završila 0:0.

### Rennes
Dana 26. kolovoza 2021. Majer je potpisao petogodišnji ugovor s francuskim prvoligašem Rennesom za 12 milijuna eura plus bonuse. Tri dana kasnije ostvario je svoj klupski debi u ligaškoj utakmici protiv Angersa od kojeg je Rennes izgubio 2:0. U UEFA Europskoj ligi debitirao je 21. listopada protiv slovenske Mure koja je pobijeđena rezultatom 1:2. Svoj prvi gol za Rennes postigao je 20. studenog u ligaškoj utakmici protiv Montpelliera koja je završila 2:0. U ligaškom susretu odigranom 5. prosinca protiv Saint-Étiennea kojeg je Rennes dobio 0:5, Majer je bio asistent sva tri gola Martina Terriera te je asistirao Lorenzu Assignonu čiji je šut na gol skrenuo Saint-Étienneov igrač Yvann Maçon koji je time postigao autogol. Ovom je utakmicom Majer postao prvi nogometaš koji je tri put asistirao nekom strijelcu na jednoj utakmici francuske lige od sezone 2006./07. od kada se vodi statistika. Dana 13. ožujka 2022. postigao je gol i asistenciju u ligaškoj utakmici u kojoj je Lyon poražen 2:4. Majer je postigao jedina dva gola na ligaškoj utakmici odigranoj 30. travnja protiv Saint-Étiennea. U svojoj prvoj sezoni igrajući za Rennes, Majer je postigao 6 golova i 8 asistencija u 29 nastupa. Te ga je sezone L'Équipe uvrstio u svojih idealnih 11 za tu sezonu francuskog prvenstva.
Dana 15. rujna 2022. Majer je postigo gol i asistenciju u utakmici UEFA Europske lige 2022./23. u kojoj je Rennes igrao 2:2 s Fenerbahçeom. Postigao je dvije asistencije 21. svibnja 2023. u ligaškoj utakmici u kojoj je Ajaccio poražen 0:5.

### Wolfsburg
Majer je 16. kolovoza 2023. prešao u Wolfsburg za iznos od 30 milijuna eura uz bonuse i 15 % od idućeg transfera. Za novi klub debitirao je 19. kolovoza kada je Heidenheim poražen 2:0 u Bundesligi. Klupski prvijenac postigao je 28. listopada u ligaškoj utakmici u kojoj je Augsburg pobijedio 3:2. Postigao je dva gola 4. veljače 2024. u ligaškoj utakmici protiv Hoffenheima koja je završila 2:2.

## Reprezentativna karijera
Tijekom svoje omladinske karijere nastupao je za selekcije Hrvatske do 18, 19 i 21 godine. Sa selekcijom do 21 godine nastupao je na Europskom prvenstvu 2019. i 2021.
Za A selekciju Hrvatske debitirao je 27. svibnja 2017. u prijateljskoj utakmici protiv Meksika kojeg je Hrvatska dobila 1:2. Svoja prva dva gola za reprezentaciju postigao je 11. studenog 2021. protiv Malte koja je poražena 1:7.
Dana 9. studenoga 2022. izbornik Zlatko Dalić uvrstio je Majera na popis igrača za Svjetsko prvenstvo 2022. Na tom je Svjetskom prvenstvu 27. studenoga Majer postigao gol za konačnih 4:1 protiv Kanade.

## Priznanja

### Individualna
- Nogometni Oscar – Najbolji nogometaš 1. HNL do 21 godine: 2017., 2018.
- Nogometni Oscar – Član momčadi godine 1. HNL: 2018.
- Trofej HNS-a – Najbolji mladi nogometaš: 2018.
- Član momčadi sezone Ligue 1 u odabiru L'Équipea: 2021./22.

- 2024. Odlukom predsjednik Republike Hrvatske Zorana Milanovića odlikovan je Redom Danice hrvatske s likom Franje Bučara: "Za izniman uspjeh hrvatske nogometne reprezentacije, doprinos sportu i međunarodnom ugledu Republike Hrvatske te osvajanju 3. mjesta na 22. Svjetskom nogometnom prvenstvu u Državi Katru" [62]

### Klupska
Dinamo Zagreb
- 1. HNL (4): 2018./19., 2019./20., 2020./21., 2021./22.
- Hrvatski nogometni kup (1): 2020./21.
- Hrvatski nogometni superkup (1): 2019.

### Reprezentativna
Hrvatska
- Svjetsko prvenstvo: 2022. (3. mjesto)[63]
- UEFA Liga nacija (2. mjesto): 2022./23.

## Vanjske poveznice
- Profil, Dinamo Zagreb
- Profil, Hrvatski nogometni savez
- Profil, Soccerbase (engl.)
- Profil, Transfermarkt (engl.)